# Arbitro internazionale di scacchi
Arbitro internazionale di scacchi è un titolo riconosciuto dalla FIDE (Federazione Internazionale degli scacchi) a persone che si sono dimostrate capaci di dirigere importanti tornei o altre competizioni di scacchi.
L'arbitro ha il compito di assicurare che le leggi e i regolamenti stabiliti dalla FIDE siano rispettati. Il titolo è stato istituito nel 1951, ed è riconosciuto a vita.
Il regolamento per l'assegnazione del titolo è stabilito dalla sezione B.06.4 del FIDE Handbook (Manuale della FIDE). Oltre ad una approfondita conoscenza dei regolamenti ed una comprovata imparzialità, viene richiesta la conoscenza di una delle lingue ufficiali della FIDE ed una precedente esperienza di arbitro in importanti competizioni scacchistiche.

## Arbitri internazionali italiani
Al dicembre 2023 la FIDE riconosce i seguenti arbitri internazionali italiani tesserati:
- Arnetta Benedetto Piero
- Bartolini Leonardo
- Bellatalla Emilio
- Bertagnolli Gerhard
- Biagioli Marco
- Biancotti Alessandro
- Buonocore Giuseppe
- Callegher Carlo
- Caramanica Eulalia
- Carbonari Gabriele
- Coqueraut Jean Dominique
- D'Alessandro Flavio
- Dapiran Francesca
- De Sio Francesco
- Doppioni Mauro Dante
- Ganci Stefano
- Held Mario
- Lombardi Raffaele
- Mancin Roberto
- Marinello Dario
- Olivo Ilaria
- Pagano Sergio
- Pernici Rigo Cristina
- Perrone Giorgio
- Ravagnati Valter
- Renier Renzo
- Ricca Roberto
- Santandrea Marco
- Simonini Manlio
- Strazzullo Luciano
- Tornaboni Claudio

## Arbitri internazionali italiani defunti
- Lanfranco Bombelli (1944-2005)
- Franco Brunod (1943-2015)
- Francesco D'Alessandro (1943-2017)
- Giovanni Ferrantes (1903-1995)
- Placido Iudicello (1920-2006)
- Gino Piccinin (1911-1995)
- Antonio Sanchirico (1953-2013)
- Alvise Zichichi (1938-2003)